# 나유타의 궤적
《나유타의 궤적》은 니혼 팔콤이 제작한 액션 롤플레잉 게임이다. 《영웅전설》 하위 시리즈인 《궤적》의 외전격 작품으로, 플레이스테이션 포터블로 개발돼 2012년 7월 일본서 처음 발매됐다. 북미 및 유럽 지역에선 《나유타의 전설: 끝없는 궤적》이라는 제목으로 발매됐다.
《나유타의 궤적》의 무대는 바다 시엔시아해에 위치한 '남겨진 섬'으로, 주인공 나유타와 노이의 모험극을 그렸다. 타 《궤적》 게임들과는 달리 《쯔바이!!》와 《이스》처럼 실시간으로 전투를 하는 액션 롤플레잉 요소가 가미된 것이 특징이다.
2021년 고해상도 그래픽 및 고속 스킵 기능 등이 추가된 이식판 《나유타의 궤적: Kai》이 플레이스테이션 4 및 마이크로소프트 윈도우로 출시됐으며, 2022년에는 닌텐도 스위치판이 《나유타의 궤적 아드 아스트라》라는 제목으로 발매됐다.

## 개발 및 출시
《나유타의 궤적》은 일본에서 플레이스테이션 포터블로 2012년 7월 26일 처음 출시됐다. 2021년 6월 24일, 리마스터판 《나유타의 궤적: Kai》가 플레이스테이션 4로 발매됐다. 리마스터판은 게임 내 일러스트를 다시 제작하고 대사에 캐릭터 그림을 추가했으며, 프레임레이트를 60FPS로 높이고 사운드를 고음질로 교체했다.
대한민국에선 클라우디드 레오파드 엔터테인먼트가 한국어판을 닌텐도 스위치 및 윈도우용으로 배급해 2022년 5월 26일 발매했다.

## 참조

### 내용주
1. ↑  마이크로소프트 윈도우 이식판 개발은 PH3 게임스가 담당.
2. ↑  일본어: 那由多の軌跡
3. ↑  영어: The Legend of Nayuta: Boundless Trails